# تخت جمشید (روزنامه)
تخت جمشید نام یکی از مطبوعات استان فارس در دوران قاجاریه است.
این روزنامه از سال ۱۳۴۴ هـ. ق به وسیله محمدعلی دانشی مشهور به ناظم‌الاسلام در شیراز به چاپ رسیده است.